# The Babyshakers
The Babyshakers sind eine niederländische Ska-Band.

## Bandgeschichte
The Babyshakers wurden im Jahr 2000 vom aus Liverpool stammenden Ska-Musiker Mark Foggo, André Stuivenberg (Mr. Review), René Beaart (The Mighty Jackals) und Anna Wodka (The Serial Skankers) gegründet. Das Debütalbum Shake the Baby wurde im Jahr 2001 bei Skanky’Lil Records in Antwerpen (Belgien) veröffentlicht. Es folgten ausgedehnte Tourneen durch Europa insbesondere Niederlande, Belgien, Deutschland, Österreich, Schweiz und Frankreich. In Folge wurde noch eine 4-Track-EP aufgenommen und einige Songs für verschiedene Sampler beigesteuert, beispielsweise für den United Colors of Ska Reihe des deutschen Ska-Labels Pork Pie. Ab 2003 folgten nur noch vereinzelt Konzerte. Die Musik der Babyshakers ist eine Mischung aus Two-Tone-Ska, Rockabilly und Rock ’n’ Roll.

## Diskografie
- 2001: Shake the Baby (CD/LP, Skanky’Lil Records)
- 2002: United Colors of Ska Vol. 3 (CD/LP Kompilation, Pork Pie)
- 2006: Living on Alcohol (EP, Skanky’Lil Records)